# París-Roubaix 1930
La París-Roubaix 1930 fou la 31a edició de la cursa París-Roubaix. La cursa es disputà el 20 d'abril de 1930 i fou guanyada pel belga Julien Vervaecke. La victòria li fou atribuïda després que Jean Maréchal, que havia arribat el primer a meta, fos relegat a la segona posició.
Es desconeix la posició exacta dels 15 ciclistes que finalitzaren entre la sisena i la vintena posició.

## Classificació final
|   | Ciclista         | Equip                | Temps |
| - | ---------------- | -------------------- | ----- |
| 1 | Julien Vervaecke | Alcyon - Dunlop      |       |
| 2 | Jean Maréchal    | Colin                |       |
| 3 | Antonin Magne    | Alleluia - Wolber    |       |
| 4 | Émile Joly       | Lucifer - Hutchinson |       |
| 5 | Nicolas Frantz   | Alcyon - Dunlop      |       |